# ISO 3166-2:BO

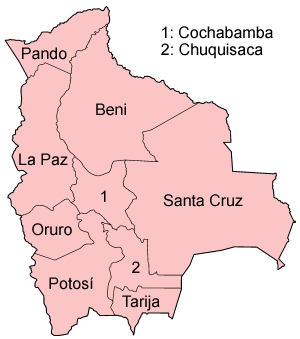
Carte des différentes régions

Données ISO 3166-2 pour la Bolivie et ses 9 départements.

## Nom du pays en forme longue
- en français : État plurinational de Bolivie
- en espagnol, langue officielle du pays : Estado Plurinacional de Bolivia

## Codes des départements
| BO-B | Département de Beni       |
| BO-C | Département de Cochabamba |
| BO-H | Département de Chuquisaca |
| BO-L | Département de La Paz     |
| BO-N | Département de Pando      |
| BO-O | Département d'Oruro       |
| BO-P | Département de Potosí     |
| BO-S | Département de Santa Cruz |
| BO-T | Département de Tarija     |

| Département de Beni       | BO-B |
| Département de Chuquisaca | BO-H |
| Département de Cochabamba | BO-C |
| Département de La Paz     | BO-L |
| Département d'Oruro       | BO-O |
| Département de Pando      | BO-N |
| Département de Potosí     | BO-P |
| Département de Santa Cruz | BO-S |
| Département de Tarija     | BO-T |

## Sources

### Mises à jour
- www.iso.org  ISO 3166-2 NEWSLETTER (Corrected and reissued 2010-02-19): Changes in the list of subdivision names and code elements.